# Rockstar 101
"Rockstar 101" este un cântec interpretat de artista de origine barbadiană Rihanna, în colaboare cu Slash, chitaristul formației hard rock Guns N'Roses, Slash. A fost compus de Terius Nash, Christopher Stewart și Rihanna, producția fiind realizată de Stewart și The-Dream. Este al patrulea extras pe single de pe album promovat în Statele Unite și al cincilea per total de pe Rated R.